# Believe Me (canção)
"Believe Me" é uma canção do artista americano de hip hop Fort Minor, o projeto paralelo do vocalista/guitarrista da banda de rap rock Linkin Park, Mike Shinoda. É o terceiro single do álbum de estréia do Fort Minor, The Rising Tied. Duas versões do CD single foram lançados, o primeiro foi lançado em 15 de novembro de 2005, e o segundo em 22 de novembro de 2005. A faixa apresenta o grupo de hip hop Styles of Beyond e Eric Bobo do Cypress Hill.
"Believe Me" é uma das duas canções em The Rising Tied (diferente de "Red to Black"), onde Mike Shinoda também canta (além rap), especificamente o refrão. A principal melodia da canção é feita pela GarageBand da Apple Inc, com o nome "Orchestra Strings 08". No final da canção versão do álbum, da para ouvir Mike dizendo: "Ok, isso aqui é a coisa", e segue para a próxima faixa "Get Me Gone".

## Vídeo da música
O vídeo oficial da música foi dirigido por Lauren Briet. O vídeo mostra simplesmente Fort Minor em uma garagem de estacionamento, que é iluminada por luzes que se expandem para um lado. O coro é apresentado com mais luzes que trocam em forma da cabeça do Mike Shinoda. Além disso, no último segundo do vídeoclipe é possível ver alguém (parece ser Tak) possivelmente tropeçar ou dançar logo após a luz colorida passar por Ryu. No início do vídeo as gotas de água que caem no chão sincronizam com a melodia de piano começando. DJ Cheapshot do Styles of Beyond e Eric Bobo também aparecem no vídeo, embora nenhum deles toca algum instrumento.
O vídeo da música está disponível no Fort Minor Militia DVD.

## Faixas
| CD1 |                                                       |         |  |
| N.º | Título                                                | Duração |  |
| 1.  | "Believe Me" (featuring Eric Bobo e Styles of Beyond) | 3:42    |  |
| 2.  | "There They Go" (featuring Sixx John)                 | 3:17    |  |

| CD2 • Europe CD single |                                                       |         |  |
| N.º                    | Título                                                | Duração |  |
| 1.                     | "Believe Me" (featuring Eric Bobo e Styles of Beyond) | 3:42    |  |
| 2.                     | "There They Go" (featuring Sixx John)                 | 3:17    |  |
| 3.                     | "Petrified" (Los Angeles remix)                       | 3:32    |  |

## Paradas musicais
| Parada musical                   | Melhor posição |
| -------------------------------- | -------------- |
| Australian ARIA Singles Chart    | 43             |
| Austrian Singles Chart           | 47             |
| BélgicaUltratip Chart (Wallonia) | 5              |
| Dutch Singles Chart              | 58             |
| European Hot 100                 | 90             |
| Finnish Singles Chart            | 5              |
| German Singles Chart             | 29             |